# 卡羅爾斯特里姆 (伊利諾伊州)
卡羅爾斯特里姆（英語：Carol Stream）是位於美國伊利諾伊州杜佩奇縣的一個村落。

## 地理
卡羅爾斯特里姆的座標為41°55′19″N 88°08′27″W / 41.92194°N 88.14083°W，而該地最高點為海拔高度228米（即748英尺）。

## 人口
根據2010年美國人口普查的數據，卡羅爾斯特里姆的面積為24.49平方千米，當中陸地面積為23.64平方千米，而水域面積為0.85平方千米。當地共有人口39711人，而人口密度為每平方千米1,621人。